# Brontotèrids
Els brontotèrids (Brontotheriidae) o titanotèrids (Titanotheriidae) són una família de mamífers extints de l'ordre dels perissodàctils, el grup que inclou els cavalls, rinoceronts i tapirs. Tot i que els brontoteris tenen probablement una relació més propera als cavalls, superficialment tenien aspecte de rinoceronts. Visqueren fa uns 56-34 milions d'anys, a l'època de l'Eocè.

## Classificació
- Família Brontotheriidae
  - Eotitanops
  - Mulkrajanops
  - Pakotitanops
  - Palaeosyops
  - Subfamília Brontotheriinae
    - Bunobrontops
    - Mesatirhinus
    - Sphenocoelus
    - Desmatotitan
    - Fossendorhinus
    - Metarhinus
    - Microtitan
    - Sthenodectes
    - Telmatherium
    - Metatelmatherium
    - Epimanteoceras
    - Hyotitan
    - Nanotitanops
    - Pygmaetitan
    - Acrotitan
    - Arctotitan
    - Qufutitan
    - Tribu Brontotheriini
      - Protitan
      - Protitanotherium
      - Rhinotitan
      - Diplacodon
      - Pachytitan
      - Brachydiastematherium
      - Sivatitanops
      - Subtribu Embolotheriina
        - Gnathotitan
        - Aktautitan
        - Metatitan
        - Nasamplus
        - Protembolotherium
        - Embolotherium

      - Subtribu Brontotheriina
        - Brontops
        - Brontotherium
        - Dianotitan
        - Duchesneodus
        - Megacerops
        - Notiotitanops
        - Parabrontops
        - Protitanops